# Chlorotettix maculosus
Chlorotettix maculosus är en insektsart som beskrevs av Brown 1933. Chlorotettix maculosus ingår i släktet Chlorotettix och familjen dvärgstritar. Inga underarter finns listade i Catalogue of Life.